# Meatpacking District
Het Meatpacking District is een wijk ten noorden van Greenwich Village in New York. De wijk ligt in de Lower West Side van Manhattan (tussen Ninth Avenue en de Hudson). Een deel van de wijk vormt het beschermde stadsgezicht 'Gansevoort Market Historic District', genoemd naar het Hollandse fort Gansevoort dat zich op deze plek bevond.
Rond 1900 bevonden zich in deze wijk ongeveer tweehonderdvijftig vleesverwerkende bedrijven zoals slachthuizen en vleesdistributeurs. In 2003 was het aantal vleeshandelaren teruggelopen tot ongeveer vijfendertig. De wijk raakte vanaf 1960 in verval en vormde in de jaren 80 een middelpunt van drugshandel met prostitutie en bdsm-clubs. In de late jaren 90 ontstond een ommekeer door de vestiging van boetieks en hippe uitgaansgelegenheden. In 2004 werd de wijk door het New York Magazine 'de meest modieuze buurt van New York' genoemd. De ongebruikte verhoogde spoorbaan werd nadien verbouwd tot een langgerekt stadspark, genaamd High Line.
De contrasten zijn zeer groot in deze wijk. Aan de ene kant wordt er nog vlees verhandeld en aan de andere kant zijn er trendy winkels gevestigd, die ook door beroemdheden bezocht worden. Het Meatpacking District komt voor in de serie Sex and the City als woonplek van Samantha Jones en wordt ook genoemd in de soapserie The City.

## Afbeeldingen

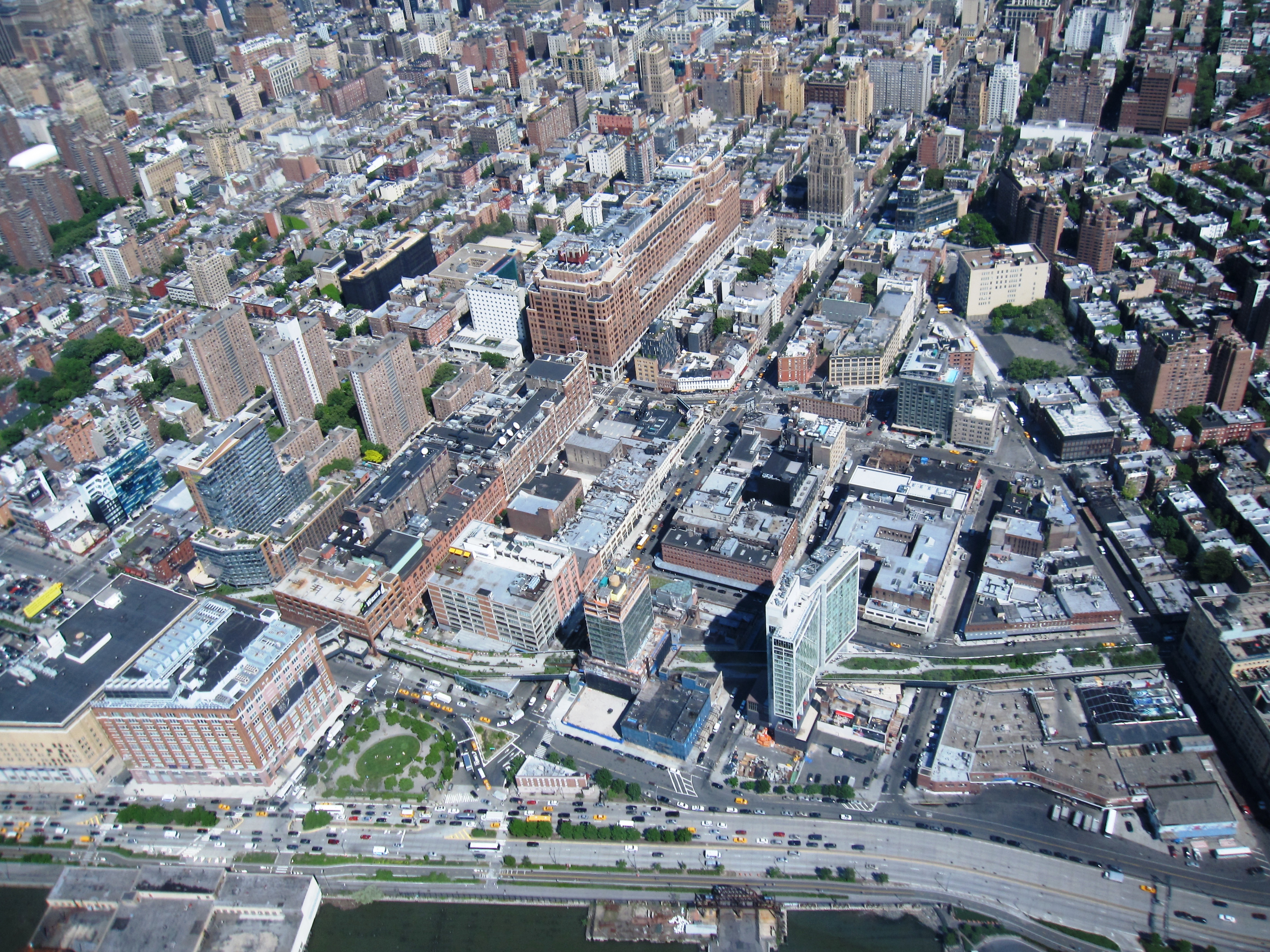
Het Meatpacking District vanuit de lucht
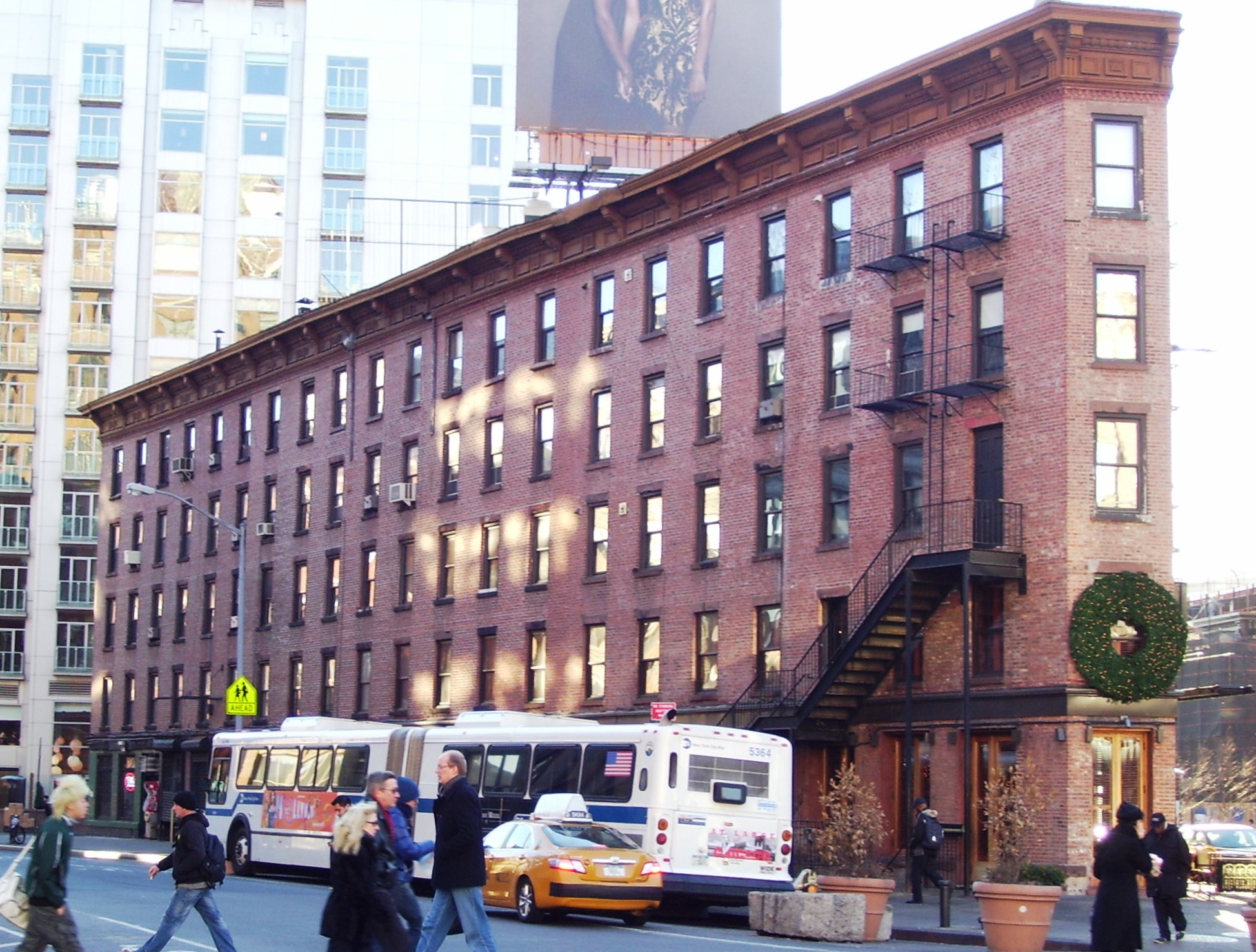
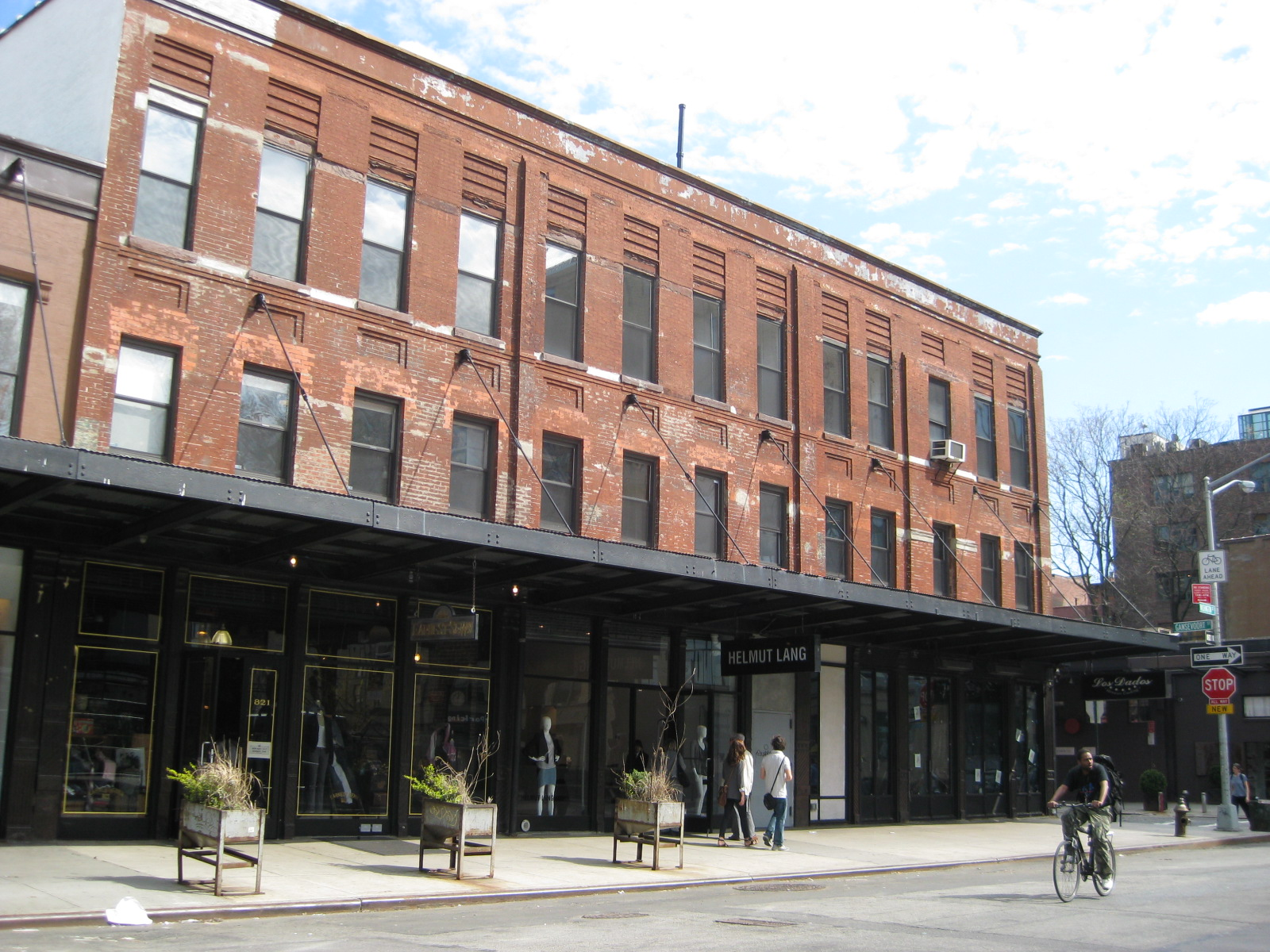
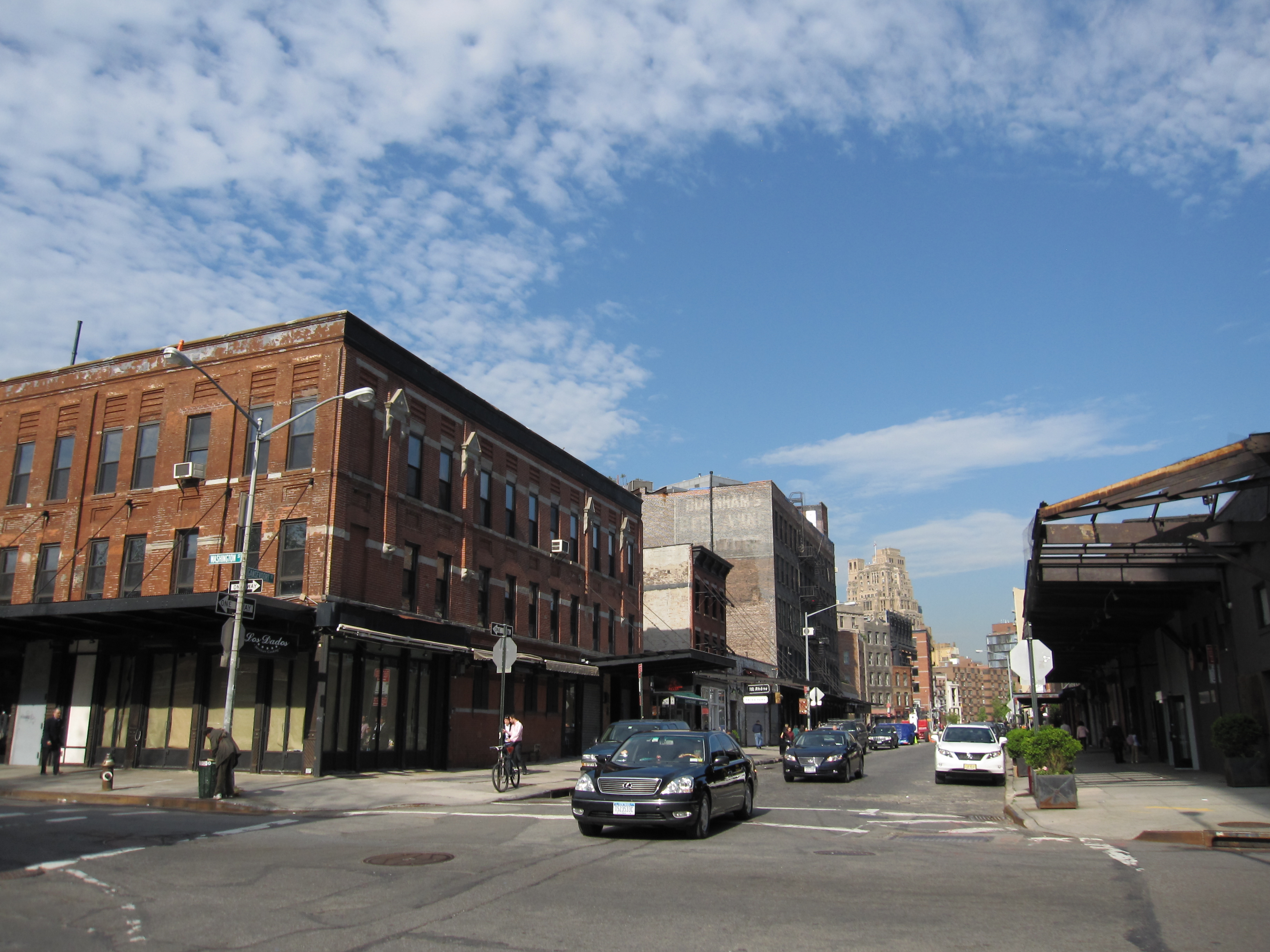
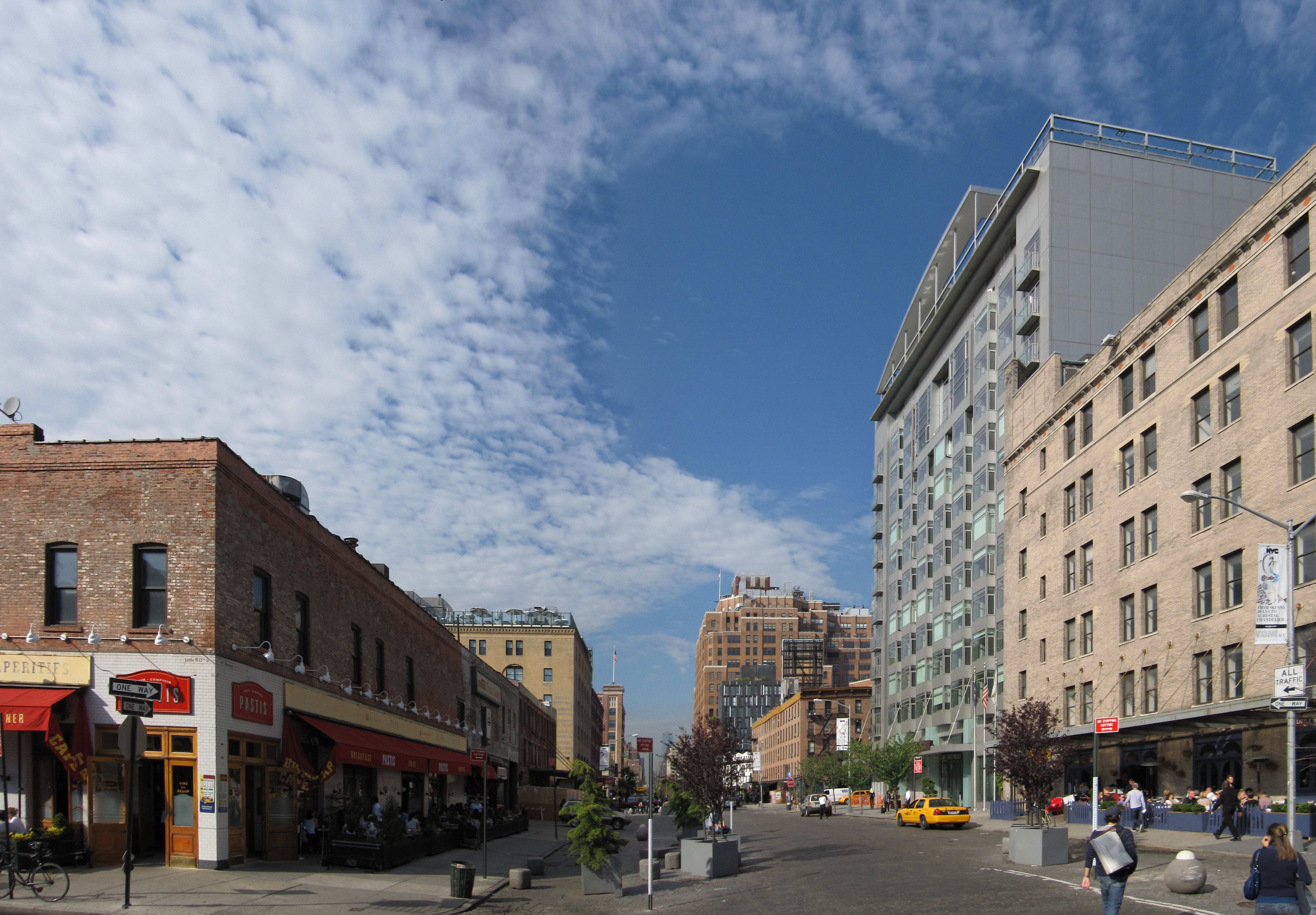
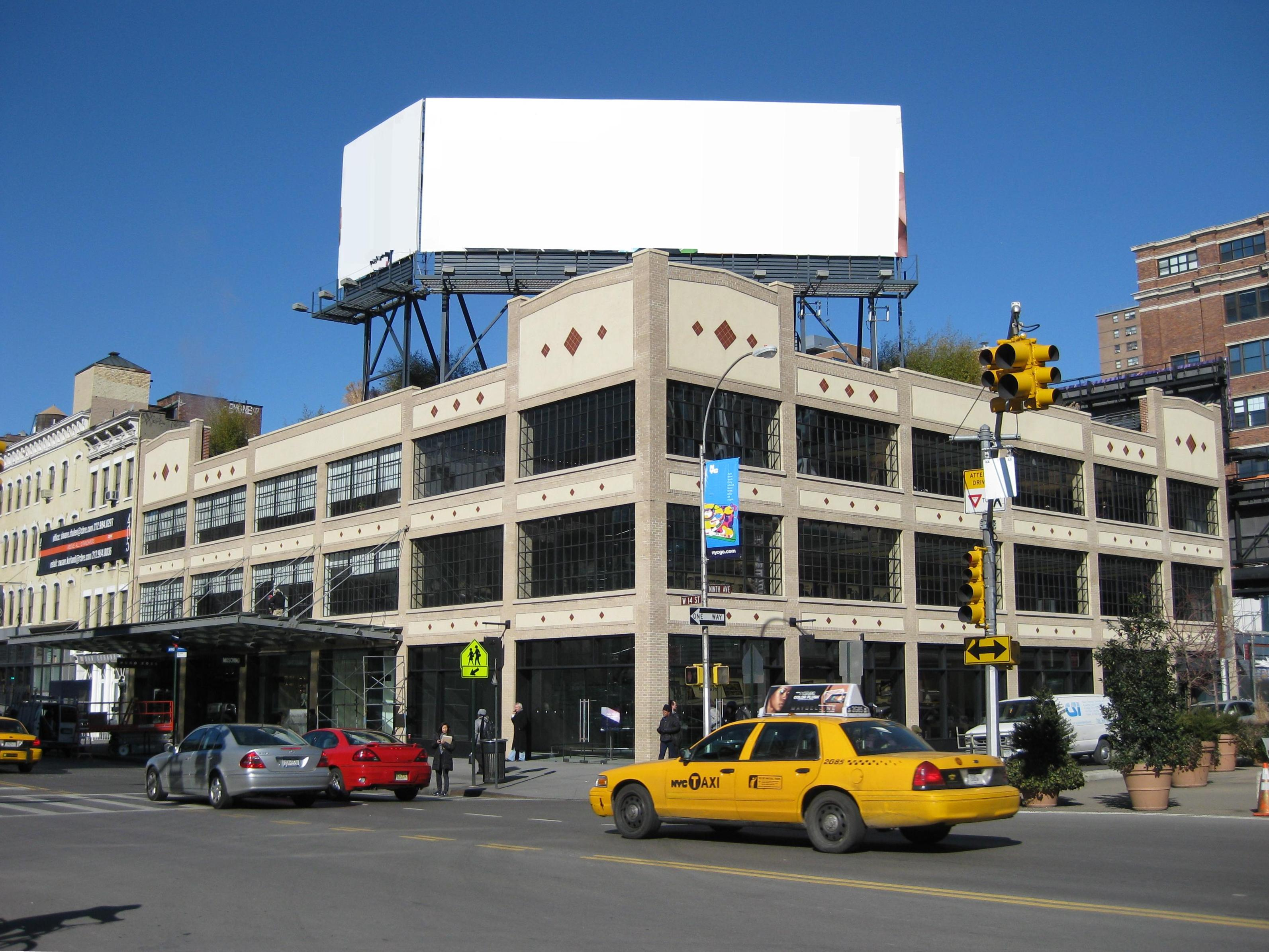
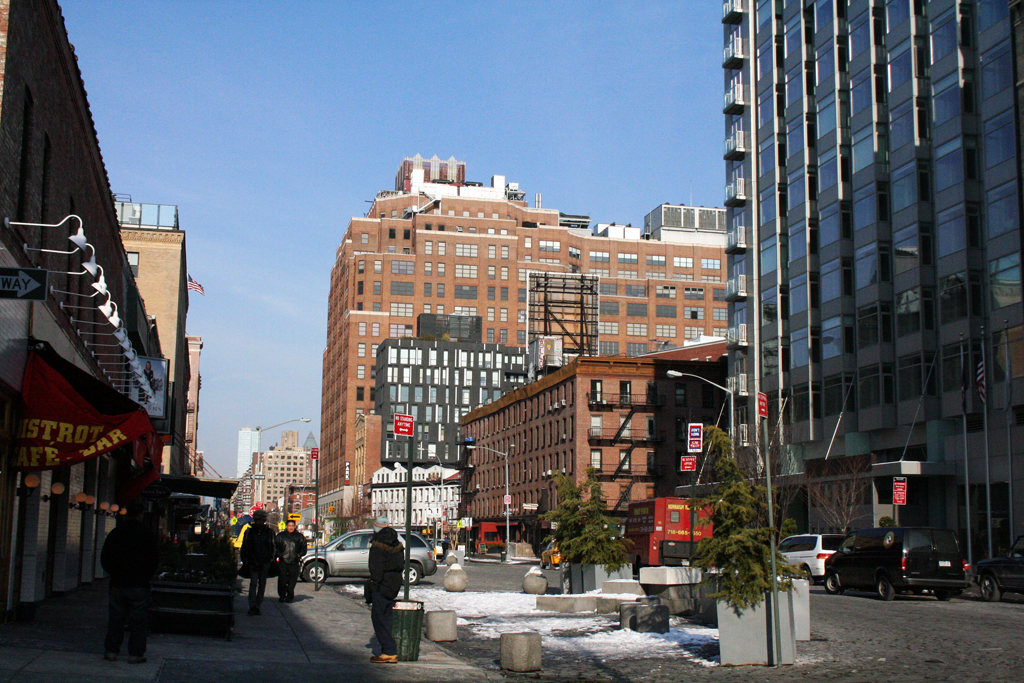

Alphabet City · Battery Park City (Financial District) · Bowery · Carnegie Hill · Chelsea · Chinatown (Financial District) · Civic Center · Greenwich Village · Hamilton Heights · Harlem · Hell's Kitchen · Hudson Yards · Inwood · Kips Bay · Koreatown · Lenox Hill · Lower East Side · Little Italy (Financial District) · Manhattanville · Marble Hill · Meatpacking District · Morningside Heights · Murray Hill · NoHo · Riverside South · Rose Hill · SoHo · South Street Seaport (Financial District) · TriBeCa / Lower West Side · Two Bridges · Upper West Side · Upper East Side · Yorkville · Washington Heights · World Trade Center (Financial District)